# Club Voleibol Elche
El Club Voleibol Elche, más conocido como CV Granadas Elche por motivos de patrocinio, es un club de voleibol con sede en Elche, España.

## Historia
Fundado en 1969, llegó a ganar la Copa del Rey de voleibol en el año 2003, clasificándose al año siguiente para la Recopa de Europa. En esta competición llegó hasta los cuartos de final. En la temporada 2005-06 terminaron en sexta posición la Superliga. Al año siguiente fueron séptimos en la Superliga, y en la temporada 2007-08 bajaron hasta el décimo puesto. Sin embargo, a pesar de mantener la plaza en la mayor competición nacional de voleibol, en junio de 2008 anunciaron su renuncia a disputar la siguiente temporada por problemas económicos.
En 2013 cambió su nombre, para pasar a ser un equipo dentro del organigrama del Elche Club de Fútbol. En la temporada 2016-17 el equipo femenino disputó la Superliga 2, donde terminó en cuarto lugar. En la siguiente temporada jugó en la misma división, pero logró ascender a la máxima competición nacional, para disputar la Superliga femenina de voleibol de España 2018-19 con el nombre de su patrocinador, "ESD Granadas de Elche". Finalizaron la temporada en penúltimo lugar con 16 puntos, a uno del Madrid Chamberí. En la temporada 2019-20 disputaron de nuevo la Superliga 2, contando de nuevo con el patrocinio de Granadas de Elche.

### Entrenadores
Este ha sido el orden de los entrenadores del Elche:
| País   | Entrenador           | Temporadas  |
| ------ | -------------------- | ----------- |
| España | Óscar Novillo        | 2001 - 2006 |
| España | Luís Alberto Toribio | 2006 - 2008 |

## Palmarés
El palmarés del Club Voleibol Elche comprende entre sus títulos oficiales una Copa del Rey.
Nota: en negrita competiciones vigentes en la actualidad.
| Competición nacional      | Títulos | Subcampeonatos |
| ------------------------- | ------- | -------------- |
| Copa del Rey (1/0)        | 2003.   |                |
| Supercopa de España (0/1) |         | 2003.          |